# Latrodectus corallinus
Latrodectus corallinus is een spin uit de familie der kogelspinnen. Ze komt voornamelijk voor in Argentinië. Men treft deze spin zowel in de bossen, als in velden aan. Ze wordt niet groter dan 12 mm.
Op het abdomen heeft deze spin kleine rode markeringen. Onderaan het abdomen bevinden zich kleine vierkantige rode vlekken. De rest van het cephalothorax is compleet zwart.
Zoals de meeste Latrodectus-soorten is deze spin niet agressief, maar bezit ze wel een krachtig neurotoxisch gif. Een beet gaat gepaard met tijdelijke Spiercontracties, prikkelende pijn en zweten. De beet moet dan behandeld worden met een antigif en Pijnstillers.